# А (кирилиця)
А, а — кирилична літера, перша літера української та всіх кириличних абеток. Є у всіх абетках, створених на слов'яно-кириличній і латинській графічній основі. За формою накреслення — видозмінена літера, що походить із грецької. У сучасній українській мові літері А відповідає голосний звук [a] заднього ряду низького підняття, нелабіалізований, відкритий. «А» буває велике й мале, має рукописну й друковану форми. В староукраїнській графіці у зв'язку з наявністю різних писемних шкіл і типів письма (устав, півустав, скоропис) «А» вживалося в кількох варіантах, що допомагає визначити час і місце написання пам'яток.
У 16 столітті, крім рукописної, з'явилася друкована форма літери.

## Історія
| Єгипетський ієрогліф голови бика | Прото-семітський ієрогліф голови бика | Фінікійський алеф | Грецька альфа | Етруська A |

Кирилична А походить від букви  («аз») старослов'янської абетки, де утворена за зразком літери Α («альфа») візантійського унціалу. Назва слов'янської літери походить від староцерк.-слов. азъ («я»), що відповідав д.-рус. язъ. Від назви перших літер слов'янської абетки азъ і боукы утворене й слово «азбука». Стара назва збереглася в деяких висловах, наприклад: від аза до іжиці — «від початку до кінця».
У грецькому алфавіті Α, α веде походження від фінікійської літери «алеф», що, найімовірніше, походить від ієрогліфа, який застосовувався в давніх писемностях Близького Сходу та в Єгипті та графічно позначував голову бика, а на письмі означав особливий приголосний. У фінікійському письмі еволюціонує в лінійну форму, яка стала основою для накреслення цієї літери в пізніших абетках.
У глаголиці «аз» мав накреслення , яке могло бути пов'язане з символікою хреста або з формою гебрейської літери алеф.
У кириличній і глаголичній буквеній цифірі А має значення «1».

## В українській абетці

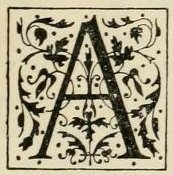
Літера — А

У сучасній українській мові цією літерою позначають нелабіалізований голосний звук заднього ряду низького підняття у позиції після твердих приголосних (наприклади мова, людина), на початку слова у сполучниках, частках і вигуках (але, аж, ага), на початку слів та після голосних у словах іншомовного походження (абзац, арка, вуаль, піаніно).

### Звук «а»
Літера а передає фонему /a/, яка в сучасній українській мові може мати різне походження.
- Від праслов'янського *a. Таке походження має /a/ у більшості слів. У праслов'янській мові *a походить від таких ранньопраслов'янських й праіндоєвропейських звуків:
  - Від *ā — довгого варіанта звука [a]. Це підтверджують дані порівняльного мовознавства: староцерк.-слов. агнець — лат. āgnŭs, староцерк.-слов. мати — лат. māter, староцерк.-слов. стати — лат. stāre. Від короткого варіанта цього звука *ă походить інша праслов'янська фонема — *o.
  - Від *ō — довгого варіанта звука [o]. Пор. староцерк.-слов. даръ — лат. dōnum, староцерк.-слов. даѭ — лат. dō, староцерк.-слов. дъва — грец. δύω. Короткий варіант цього звука *ŏ також поклав початок праслов'янському *o.
  - Від *ē — довгого варіанта звука [e] після шиплячих, утворених внаслідок першої палаталізації. Саме таке походження має [а] у словах чад (*čēd- < *kēd-, пор. «кадити»), жар (*žēr- < *gēr-, пор. «горіти»), кричати (*kričēti < *krikēti, пор. «крик»). В інших позиціях праіндоєвропейський *ē дав звук *ě («ять»).
- Від праслов'янського носового *ę — у позиції після шиплячих. Таке походження має [а] у словах жати (< *žęti), почати, початок (< *počęti) та деяких інших. У старослов'янській писемності *ę позначався знаком ѧ, «малий юс» (жѧти, почѧти), у пам'ятках руського ізводу він міг замінюватися йотованим «а». Після ствердіння шиплячих звуків замість ѧ і іа пишуть літеру а.

У праслов'янській мові *a, що стояв на початку слова, часто зазнавав йотації, тобто отримував протетичний звук *j; аналогічно одержував протезу й початковий *e, рідше — початковий *u. У давньоруській мові йотація *a і *e відбувалася майже в усіх випадках, внаслідок чого в сучасній українській мові практично нема питомо слов'янських слів з початковим [а], за винятком вигуків (ах) з похідними дієсловами (ахати), а також у сполучниках (але) і частках (авжеж).
- У словах, запозичених з інших мов. Сюди належать майже всі слова з початковим а (ананас, армія, арик, англійський, азійський, арка).

Видозміна знака «А» в різних системах письма.

### Інше використання
Використовується також при класифікаційних позначеннях і означає «перший»: група «А», ложа «А», пункт «а» розділу 3. При цифровій нумерації вживається як додактова диференціальна ознака, коли ряд предметів має такий самий номер: 4-А клас, будинок 10-А тощо

## Факти
- Союз «а» складається лише з цієї літери, вигук «а!» — також.
- Мала «а» — скорочене позначення одиниці виміру площі ар у метричній системі.
- Мала «а» — позначення метричної приставки атто-, що означає 10−18 одиниці.
- Прописна «А» — скорочене позначення ампера — одиниці виміру сили електричного струму в СІ.
- На комп'ютерній клавіатурі з розкладкою ЙЦУКЕН клавіші А та О зазвичай позначаються крапками або смужками для зручності сліпого позиціонування пальців на цих клавішах.

## Таблиця кодів
| Кодування    | Регістр  | Десятковий код | Шістнадцятковий код | Вісімковий код | Двійковий код     |
| ------------ | -------- | -------------- | ------------------- | -------------- | ----------------- |
| Юнікод       | Прописна | 1040           | 0410                | 002020         | 00000100 00010000 |
| Юнікод       | Мала     | 1072           | 0430                | 002060         | 00000100 00110000 |
| ISO 8859-5   | Прописна | 176            | B0                  | 260            | 10110000          |
| ISO 8859-5   | Мала     | 208            | D0                  | 320            | 11010000          |
| КОІ-8        | Прописна | 225            | E1                  | 341            | 11100001          |
| КОІ-8        | Мала     | 193            | C1                  | 301            | 11000001          |
| Windows-1251 | Прописна | 192            | C0                  | 300            | 11000000          |
| Windows-1251 | Мала     | 224            | E0                  | 340            | 11100000          |